# Rafael Álvarez Ibarra
Rafael Álvarez Ibarra, nascut a Bilbao el 19 de setembre de 1961, és un jugador i entrenador d'escacs basc, que té el títol de Mestre Internacional des de 1986.
Tot i que està inactiu des de setembre de 2012, a la llista d'Elo de la FIDE de l'octubre de 2020, hi tenia un Elo de 2344 punts, cosa que en feia el jugador número 208 de l'estat espanyol. El seu màxim Elo va ser de 2445 punts, a la llista de juliol de 1995 (posició 812 al rànquing mundial).

## Resultats destacats en competició
L'any 1994 va ser subcampió d'Espanya absolut, a Cañete, per darrere de Sergio Cacho Reigadas. Ha estat també tres vegades Campió d'escacs del País Basc, els anys 1992, 1994 i 2000.
Va participar representant Espanya en el Campionat d'Europa d'escacs per equips de 1989 a Haifa.

## Entrenador d'escacs
Com a entrenador, ha treballat per la Federació Espanyola d'Escacs i també per les federacions valenciana i basca. A banda de diferents seleccions estatals i autonòmiques, va ser entrenador, entre d'altres, del futur Gran Mestre Herminio Herraiz.